# Ashbury Heights
Ashbury Heights is een in 2005 geformeerde electrogroep uit Medelpad, Zweden. De originele line-up was Anders Hagström (mannelijke zang, songwriter, muziek en programmering) en Yasmine Uhlin (vocalen). Yasmine verliet de band na de release van hun ep album en werd vervangen door Kari Berg. Ze startte als nieuwe zangers eind 2009. Alle muziek en teksten worden geschreven door Anders.
In 2009 staan ze geprogrammeerd op het M'era Luna festival in Hildesheim Duitsland.

## Live supporting muzikanten
- Johan Andersson – keyboards (2008-)

## Discografie
Met Yaz:
- cd Three Cheers for the Newlydeads (2007)
- ep Morningstar In a Black Car (2008)

Met Kari:
- cd Take Cair Paramour (Gepland voor 2009)